# Raoukhivka
Raoukhivka (ukrainien : Раухівка, russe : Рауховка, Raoukhovka) est une commune urbaine de l'oblast d'Odessa, en Ukraine. Elle compte 2 648 habitants en 2021.